# Fomoria indicaevora
Fomoria indicaevora is een vlinder van de familie van de dwergmineermotten (Nepticulidae), van de onderfamilie van de Nepticulinae. De wetenschappelijke naam van deze soort is voor het eerst voorgesteld als Ectoedemia indicaevora door Malcolm John Scoble in een publicatie uit 1983.

## Verspreiding
De soort komt voor in Zimbabwe.

## Waardplanten
De rups leeft op Flacourtia indica (Flacourtiaceae).